# Васильев, Владимир Иванович (полный кавалер ордена Славы)
Владимир Иванович Васильев (Выборнов) (19 июля 1921, деревня Инкино, ныне Кочуновского сельсовета Бутурлинского района Нижегородской области Россия — 11 ноября 1975 Ленинград, ныне Санкт-Петербург — участник Великой Отечественной войны, полный кавалер ордена Славы, командир взвода пешей разведки 97-го гвардейского стрелкового полка (31-я гвардейская Витебская ордена Ленина Краснознамённая ордена Суворова 2-й степени стрелковая дивизия, 11-я гвардейская армия, 3-й Белорусский фронт), гвардии старший сержант — на момент представления к награждению орденом Славы 1-й степени.

## Биография
Родился 19 июля 1921 года в деревне Инкино Бутурлинского района Нижегородской области в семье рабочего. Русский. Образование неполное среднее. Жил в Казани, работал на оборонном предприятии.
В Красной Армии с 1943 года.
В действующей армии с июля 1943 года.
Боевой путь начинал на Калининском фронте в артиллерийском полку. В боях под Духовщиной в сентябре 1943 года был ранен и после излечения в госпитале направлен на фронт разведчиком 97-го гвардейского стрелкового полка. Прошёл путь от рядового разведчика до командира взвода. Воевал на 1-м Прибалтийском и 3-м Белорусском фронтах. Освобождал Белоруссию и Прибалтику, участвовал в уничтожении противника в Восточной Пруссии. Войну закончил на косе Фрише-Нерунг (ныне — Балтийская коса).
Командир отделения взвода пешей разведки 97-го гвардейского стрелкового полка (31-я гвардейская стрелковая дивизия, 11-я гвардейская армия, 3-й Белорусский фронт) гвардии сержант Выборнов в районе села Сосновка (Витебский район Витебской области) в ночь на 24 июня 1944 года, действуя в составе группы разведчиков, уничтожил в схватке четырёх гитлеровцев из вражеской разведывательной группы, провёл стрелковый батальон по ранее разведанному маршруту через болото, чем способствовал захвату важного населённого пункта.
Приказом командира 31-й гвардейской стрелковой дивизии от 8 июля 1944 года за мужество, проявленное в боях с врагом, гвардии сержант Выборнов награждён орденом Славы 3-й степени .
13 июля 1944 года Выборнов во главе группы разведчиков переправился через реку Неман в районе города Алитус (Литва) и разведал расположение огневых точек врага. Когда в ночь на 14 июля основные силы полка начали форсирование реки, прикрывал переправу. В этот день гвардии старший сержант Выборнов участвовал в отражении пяти вражеских контратак и при этом уничтожил два пулемёта и до 20 солдат и офицеров противника. За эти бои он был награждён орденом Красного Знамени.
19 октября 1944 года группа захвата под командованием командира взвода разведки гвардии старшего сержанта Выборнова проникла в тыл противника в районе города Гумбиннен (ныне город Гусев) и собрала разведывательные данные о дислокации живой силы и боевой техники. В бою разведчики уничтожили свыше 20 гитлеровских солдат и офицеров, шестерых захватили в плен.
Приказом по 11-й гвардейской армии от 30 ноября 1944 года гвардии старший сержант Выборнов награждён орденом Славы 2-й степени.
19 января 1945 года в районе города Инстербург (ныне город Черняховск) при прорыве сильно укреплённой обороны противника гвардии старший сержант Выборнов поднял бойцов в штыковую атаку, одним из первых достиг вражеской траншеи и ворвался в дот, где истребил шестерых фашистов. Из вражеского ручного пулемёта уничтожил ещё восемь гитлеровцев.
27 января в районе Томсдорф он во время разгрома штаба 4-го парашютно-гренадёрского полка 2-й танковой дивизии «Герман Геринг»[уточнить] захватил исправный мотоцикл противника с двумя немецкими солдатами, которых доставил командованию части. Пленные дали ценные сведения, что способствовало успешному продвижению наших частей.
Указом Президиума Верховного Совета СССР от 19 апреля 1945 года за мужество, отвагу и героизм, проявленные в борьбе с немецко-фашистскими захватчиками, гвардии старший сержант Выборнов Владимир Иванович награждён орденом Славы 1-й степени.
Вторым орденом Красного Знамени В. И. Выборнов был награждён за взятие города Пиллау (ныне — Балтийск Калининградской области).
Член ВКП(б) — КПСС с 1945 года.
В 1947 году капитан Выборнов уволен в запас.
Работал в Ленинграде (ныне — Санкт-Петербург) в объединении «Металлический завод».
По указу в 1954 году фамилия изменена на Выборнов.
Умер 11 июля 1975 года. Похоронен на южном кладбище города Санкт-Петербург.

## Награды
- два ордена Красного Знамени (10.09.1944, 21.06.1945)
- орден Славы 1-й степени № 1574 (19.04.1945)
- орден Славы 2-й степени № 5141 (30.11.1944)
- орден Славы 3-й степени № 48960 (08.07.1944)

Медали, в том числе:
- - «За боевые заслуги» (19.08.1943)
  - «За доблестный труд. В ознаменование 100-летия со дня рождения Владимира Ильича Ленина»
  - «За победу над Германией в Великой Отечественной войне 1941—1945 гг.»
  - «Двадцать лет Победы в Великой Отечественной войне 1941—1945 гг.»
  - «Тридцать лет Победы в Великой Отечественной войне 1941—1945 гг.» «УЧАСТНИКУ ВОЙНЫ»
  - «Тридцать лет Победы в Великой Отечественной войне 1941—1945 гг.» «УЧАСТНИКУ ТРУДОВОГО ФРОНТА»
  - «За взятие Кенигсберга»
  - «Ветеран труда»
  - «50 лет Вооружённых Сил СССР»